# Alagoinha (Pernambuco)
Alagoinha é um município brasileiro do estado de Pernambuco. Localiza-se a uma latitude 08º27'59" sul e a uma longitude 36º46'33" oeste, distando 225,5 km da capital do estado. Sua população estimada em 2024 era de 14.355 habitantes. O nome Alagoinha é proveniente da grande quantidade de pequenas lagoas existentes nas terras do município.
Administrativamente, Alagoinha é formada por dois distritos: Alagoinhas (sede) e Perpétuo Socorro e pelos povoados: Alverne, Lage Grande, Campo do Magé, Salambaia, Jenipapinho, Lage do Carrapicho dentre outros.

## História
O povoamento de Alagoinha inicia-se nos anos de 1761, João Antunes Bezerra comprou a propriedade de Alagoinhas, que fazia parte da sesmaria doada pelo governo português, ainda no século XVII, através do então governador da Capitania de Pernambuco, Fernão de Souza Coutinho, aos portugueses Bernardo Vieira, Antônio Pinto e Manuel Vieira.
Acompanhado de sua esposa e de dez escravos, João Antunes transferiu-se da localidade Tará (pertencente hoje ao Município de Venturosa), de onde era natural, para Tingui, na encosta sul do atual município de Alagoinha. Em 1790 o irmão mais novo de João Antunes, Gonçalo Antunes Bezerra, conhecido boiadeiro da região, casa-se com a moça de boa família da cidade de Vitória de Santo Antão, fixando residência ali por quatorze anos. Em 1804, por não se sentir bem de saúde, e com saudades do sertão, resolve mudar-se, e compra a propriedade do irmão que por se sentir velho e sem filhos deseja que Gonçalo passasse a residir perto dele.
Seus filhos, Gonçalo Antunes Bezerra Júnior e Antônio Fernandes Sampaio Leite casaram-se com Ana Bernarda e Ignez Bernarda Torres Galindo, de descendentes de tradicional família da Galiza, que havia migrado da Espanha para Pernambuco e se fixado em Vitória de Santo Antão ainda na primeira metade do século XVII: os Torres Galindo.
Em 1825, Gonçalo Antunes Bezerra  toma a iniciativa de construir um altar numa das dependências de sua residência, destinado às orações dos seus familiares e vizinhos. Um padre celebrava ali a Santa Missa, batismos e casamentos. Com a chegada da imagem de Nossa Senhora da Conceição (existente até hoje), padroeira da localidade, completa-se o desejo do proprietário, no sentido de ampliar o espírito religioso dos habitantes. Em 1833 em virtude do falecimento de Gonçalo Antunes de Bezerra, seus filhos fizeram a doação do terreno em que estava fundada a povoação, a Nossa Senhora da Conceição, ficando tal terreno sob a administração da Igreja Católica Apostólica Romana.
Em 1850 com o aumento da população, os habitantes da vila de Alagoinhas se empenharam na construção da sua primeira capela, fazendo-se nesse ano, apenas a capela-mor. Em 1859, organizaram Jacinto da Silva e seu filho, uma peregrinação com a imagem de Nossa Senhora ao alto sertão, a fim de, por essa maneira obterem os meios necessários entre os fazendeiros daquela região, para poderem terminar as obras da igreja. Regressando dessa visita, trouxeram cabras, ovelhas e dinheiro. Em 1863 foi concluída a primeira igreja da cidade. Nos primeiros anos a velha igreja teve à frente o operoso Frei João de Santa Secília, que ao morrer foi enterrado em frente à igreja.(Frei João é hoje o nome de uma das principais vias da cidade).
Já em 1879 pela lei provincial nº 1408, de 1879 e por lei municipal nº 1, de 1892, foi criado o distrito de Alagoinhas, subordinado ao município de Cimbres.
No ano de 1908 houve um grande surto de Febre Amarela no então distrito. Boa parte da população de Alagoinhas foi dizimada, sendo inclusive construído um cemitério exclusivo para as vítimas da epidemia. No ano de 1918 a velha igreja foi demolida para a construção da atual Matriz de N. Senhora da Conceição, concluída em 1931, feita em regime de mutirão pelas mãos e doações dos próprios moradores e graças ao esforço extraordinário do operoso e hábil Frei Jerônimo Clemen.
Nos anos 30, Alagoinha já tinha uma das maiores feiras livres da região. O comércio propiciou a formação de uma pequena elite local e sua instrução acadêmica. Nos anos 40, a pequena elite da então Alagoinhas resolve "lutar" pela emancipação do distrito que contava com mais ou menos cinco mil habitantes e pertencia à cidade de Pesqueira, antiga Cimbres. Alagoinhas, já tinha eleito um prefeito da sede (Tenente Dorgival Galindo) e possuía grande efervescência comercial. Era o distrito mais importante de Pesqueira, possuía professores, bacharéis e diversas autoridades patenteadas pelo exército. Um dos grandes nomes da emancipação de Alagoinha foi o comerciante Austriclínio Galindo (trineto de Gonçalo Antunes).
Durante o processo de emancipação, o distrito Alagoinhas barrou em uma questão: já havia uma cidade de mesmo nome na Bahia, e por isso a futura cidade deveria mudar de nome, vários nomes foram propostos, porém uma sugestão de Luís Celso Galindo, fundador da vila do Alverne, propôs a supressão do "s" final do nome. A ideia foi aceita e em 31 de Dezembro de 1948, Alagoinha foi declarada município pela lei estadual n.º 420, de 31 de Dezembro de 1948, foi nomeado prefeito interino do novo município Austriclínio Galindo, sendo a notícia da emancipação declarada em praça pública, em plena tradicional festa natalina: "Alagoinha é cidade!". 

### Perpétuo Socorro
Perpétuo Socorro é um distrito de Alagoinha criado pela pela lei municipal n.º 12, de 23 de setembro de 1953. Em 20 de dezembro de 1963, pela lei estadual n.º 4.997, o distrito foi emancipado e elevado a condição de município. No ano seguinte, entretanto, o Tribunal de Justiça extinguiu o município, reanexando seu território ao município.

### Prefeitos
1. Austriclínio de Oliveira Galindo (01/02/1949 a 29/05/1949)
2. Joaquim Galindo de Assis (1949-1953)
3. Anacleto Inácio de Oliveira (1953-1957)
4. Joaquim Galindo de Assis (1957-1959)
5. José Paes Gramin (1959-1961)
6. Francisco Lumba de Oliveira (1961-1965)
7. Joaquim Galindo de Assis (1965-1970)
8. Ivanildo Inácio da Silva (1970-1973)
9. José Castor Pereira Galindo (1974-1977)
10. Brasilino Baía de Lima (1977-1983)
11. Everaldo Paes da Silva (1983-1988)
12. Francisco Isidoro Cavalcanti Silva (1989-1992)
13. Eraldo Paes da Silva (1993-1996)
14. Lenilson Flávio Bezerra de Almeida (1997-2000)
15. Eraldo Paes da Silva (2001-2004)
16. Eraldo Paes da Silva (2005-2008)
17. Maurílio de Almeida Silva (2009-2012)
18. Maurílio de Almeida Silva (2013-2016)
19. Uilas Leal da Silva (2017-2020)
20. Uilas Leal da Silva (2021-2024)
21. Simão Cirineu da Costa Neto (2025- )

## Geografia
O município está incluído na área geográfica de abrangência do semiárido brasileiro, definida pelo Ministério da Integração Nacional em 2005. Esta delimitação tem como critérios o índice pluviométrico, o índice de aridez e o risco de seca.

### Demografia
- População (Censo 2021): 14.798 habitantes.
- População Urbana (Censo 2000): 54%.
- População Rural (Censo 2000): 46%.
- Taxa de fecundidade (filhos por mulher em 2000): 3,2.

### Indicadores sociais
- IDH 1991: 0,425 (inferior ao de Angola que atualmente é de 0,439).
- IDH 2000: 0,630 (inferior ao de Marrocos que atualmente é de 0,640).
- Renda per capita: 9.904,28 R$ (Censo 2020)
- Coeficiente de Gini: 0,56
- Proporção de pobres: 62,81%
- Residências com água: 57%
- Residências com esgoto sanitário: 58,7%
- Residências com coleta de resíduos: 93%
- Taxa de mortalidade infantil: 17,62 p/mil.
- Expectativa de vida ao nascer: 65,8 anos.

### Vegetação e Clima
- Vegetação: caatinga, com florestas subcaducifólias. Vegetação de transição.
- Clima: transição entre quente e úmido e semiárido quente.
- Temperatura média anual: 21,6 °C*
- Período de chuvas: de janeiro a agosto.

*Por causa da altitude, Alagoinha possui, principalmente no inverno, noites frias para os padrões nordestinos, com frequente neblinação. Em 2004 registrou a marca mínima de 13°C, sendo bem certo que, dado a relativa novidade e precariedade dos registros, chega apresentar temperaturas abaixo dos 12°C nos invernos mais rigorosos.

### Relevo
O município está localizado no Planalto da Borborema, com relevo movimentado por maciços e outeiros com altitude entre 600 e 1000 metros. Os solos possuem fertilidade de média a alta.

### Hidrografia
O município está nos domínios das bacias hidrográficas do Rio Ipanema e do Rio Ipojuca. Os principais tributários são os riachos: Fundo, Magé, Piauí, Liberal e Macambira, todos de regime intermitente.